# Gen V
Gen V (También conocido como The Boys: Gen V) es una serie de televisión estadounidense ficción satírica de superhéroes, desarrollada por Craig Rosenberg, Evan Goldberg y Eric Kripke, que sirve como un spin-off de The Boys de Kripke, y basada vagamente en el arco argumental del  cómic de The Boys We Gotta Go Now de Garth Ennis, Darick Robertson y John Higgins. La serie está protagonizada por Jaz Sinclair, Chance Perdomo, Lizze Broadway, Maddie Phillips, London Thor, Derek Luh, Asa Germann y Shelley Conn en los papeles principales.
Gen V es la tercera serie de televisión de la franquicia The Boys y su primera temporada está ambientada antes de la cuarta temporada de The Boys. La serie se estrenó en Amazon Prime Video el 29 de septiembre de 2023 y recibió críticas mayoritariamente positivas de los críticos, que elogiaron las actuaciones del elenco.
En octubre de 2023, Gen V fue renovada para una segunda temporada.

## Premisa
En la Escuela de Lucha contra el Crimen de la Universidad Godolkin, fundada por Thomas Godolkin, los superhéroes adultos jóvenes ("súpers") ponen a prueba sus límites morales al competir por el primer puesto de la universidad y la oportunidad de unirse a Los Siete, el equipo de superhéroes de élite de Vought International. Cuando los oscuros secretos de la escuela salen a la luz, deben decidir en qué tipo de héroes quieren convertirse.
En la segunda temporada, mientras Estados Unidos vive el reinado de Homelander, Marie y sus amigos regresan a Godolkin, con un decano que convierte a los Súpers en soldados. Al borde de una guerra entre humanos y Súpers, el equipo descubre un programa que podría cambiarlo todo.

## Reparto

### Principal
- Jaz Sinclair como Marie Moreau, una super hemocinética (capaz de manipular psíquicamente la sangre) con un pasado trágico.
  - Jaeda LeBlanc interpreta a una joven Marie.
- Chance Perdomo como Andre Anderson (temporada 1), un estudiante popular y el mejor amigo de Luke con capacidades de manipulación magnética.
- Lizze Broadway como Emma Meyer / Little Cricket, una superestrella con la capacidad de alterar su tamaño mediante "purga" o comiendo.
- Maddie Phillips como Cate Dunlap, una super con habilidades telepáticas, principalmente en forma de control mental táctil, y la novia de toda la vida de Luke.
  - Violet Marino interpreta a una joven Cate.
- London Thor y Derek Luh como Jordan Li, un super cambiador de género. Thor retrata la forma femenina de Jordan que puede disparar ráfagas de energía y Luh retrata la forma masculina de Jordan que tiene una durabilidad sobrehumana.
- Asa Germann como Samuel "Sam" Riordan, un joven super con fuerza y durabilidad sobrehumanas.
  - Cameron Nicoll interpreta a un joven Sam.
- Shelley Conn como Indira Shetty (temporada 1), decana de la Universidad Godolkin y terapeuta conductual que está desarrollando un "supervirus" para matar a los Súpers.
- Hamish Linklater como Decano Cipher (temporada 2), el nuevo decano de la Universidad Godolkin que cree en la superioridad de los Súpers sobre los humanos.

### Recurrentes
- Patrick Schwarzenegger como Luke Riordan / Golden Boy, el hermano mayor de Sam y un estudiante popular con piroquinesis y fuerza sobrehumana.
- Curtis Legault y Nicholas Hamilton como Maverick, un representante estudiantil de la Universidad Godolkin capaz de volverse invisible, y el hijo de Translúcido, un exmiembro fallecido de Los Siete. Hamilton reemplaza a Charles Altow, quien interpretó al personaje en The Boys. Legault interpretó su forma visible en el final de la primera temporada, mientras que Hamilton su forma invisible.
- Maia Jae Bastidas como Justine García, una súper influencer con mayor durabilidad y un factor de curación que asiste a la Escuela de Artes Escénicas la Condesa Escarlata.
- Daniel Beirne como Social Media Jeff, el administrador de redes sociales de la Universidad Godolkin.
- Sean Patrick Thomas como Polarity, el padre de Andre y un famoso superhéroe con manipulación magnética que es administrador de la Universidad Godolkin.
- Alexander Calvert como Rufus, un estudiante psíquico de la Universidad Godolkin que posee telepatía, proyección astral y clarividencia.[4]
- Marco Pigossi como el Dr. Edison Cardosa, el científico principal del "Bosque" y desarrollador del "supe virus".
- Robert Bazzocchi como Liam, un compañero de clase de Emma.
- Jessica Clement como Harper, una estudiante con cola de rata y amiga de Justine.
- Matthew Edison como Cameron Coleman, el pro-supe presentador de noticias de Vought News Network.

### Invitado
- Ty Barnett como Malcolm Moreau, el padre fallecido de Marie
- Miatta Ade Lebile como Jackie Moreau, la madre fallecida de Marie
- Alex Castillo como Vanessa
- Clancy Brown como Richard "Rich Brink" Brinkerhoff, un renombrado profesor de la Universidad Godolkin y presidente de la Escuela Lamplighter de lucha contra el crimen.
- Warren Scherer como El Increíble Steve, un estudiante con un factor de curación suficiente para volver a unir partes del cuerpo perdidas.
- Siddharth Sharma como Tyler Oppenheimer, un estudiante intangible.
- P.J. Byrne como Adam Bourke
- Jackie Tohn como Courtenay Fortney
- Laura Kai Chen como Kayla Li, la madre de Jordan.
- Peter Kim como Paul Li, el padre de Jordan que desaprueba su capacidad de cambiar de género.
- Derek Wilson como Robert Vernon / Tek-Knight,[5] un presentador de televisión sobre crímenes reales y ex superhéroe que usa su espectáculo para encubrir escándalos de Vought.
- Jason Ritter como él mismo a través de las alucinaciones de Sam en un episodio de la serie de televisión educativa Avenue V.
- Andy Walken como Dusty, un super que se parece a un adolescente cuyo cuerpo envejece lentamente.
- Laila Robins como Grace Mallory, una teniente coronel retirada y exlíder de The Boys.
- Sabrina Saudin como también Ashley

### Estrellas invitadas
- Elisabeth Shue como Madelyn Stillwell, una exejecutiva fallecida de Vought International.
- Jessie T. Usher como Reggie Franklin / A-Train, un graduado de la Universidad Godolkin y "el primer hombre negro en Los Siete".
- Colby Minifie como Ashley Barrett, directora ejecutiva de Vought International y gobernante títere de Homelander.
- Chace Crawford como Kevin Moskowitz / The Deep, un graduado de la Universidad Godolkin con la capacidad de hablar con la vida marina.[6]
- Jensen Ackles como "Soldier Boyfriend", el amigo imaginario de la infancia de Cate que está basado en las películas de Soldier Boy.[7]
- Claudia Doumit como Victoria "Vic the Veep" Neuman, la Vicepresidenta de los Estados Unidos y patrocinadora de Marie, una compañera hemocinética (capaz de manipular psíquicamente la sangre) super presentándose públicamente como un ser humano.
- Antony Starr como John Gillman / Homelander, el líder del equipo de superhéroes Los Siete.
- Karl Urban como William "Billy" Butcher, el líder del equipo anti-super de operaciones negras The Boys.

## Episodios
| Temporada | Temporada | Episodios | Episodios | Lanzamiento original     | Lanzamiento original    |
| Temporada | Temporada | Episodios | Episodios | Primera emisión          | Última emisión          |
| --------- | --------- | --------- | --------- | ------------------------ | ----------------------- |
|           | 1         | 8         | 8         | 29 de septiembre de 2023 | 11 de noviembre de 2023 |
|           | 2         | 8         | 8         | 17 de septiembre de 2025 | 22 de octubre de 2025   |

### Temporada 1 (2023)
| N.º | Título                        | Dirigido por    | Escrito por                                  | Fecha de lanzamiento original |
| --- | ----------------------------- | --------------- | -------------------------------------------- | ----------------------------- |
| 1   | «God U.»                      | Nelson Cragg    | Craig Rosenberg, Evan Goldberg & Eric Kripke | 29 de septiembre de 2023      |
| 2   | «First Day»                   | Nelson Cragg    | Zak Schwartz & Brant Englestein              | 29 de septiembre de 2023      |
| 3   | «#ThinkBrink»                 | Phil Sgriccia   | Erica Rosbe                                  | 29 de septiembre de 2023      |
| 4   | «The Whole Truth»             | Steve Boyum     | Jessica Chou                                 | 6 de octubre de 2023          |
| 5   | «Welcome to the Monster Club» | R. Goldberg     | Lex Edness, Evan Goldberg, Craig Rosenberg   | 13 de octubre de 2023         |
| 6   | «Jumanji»                     | Rachel Goldberg | Lauren Greer                                 | 20 de octubre de 2023         |
| 7   | «Sick»                        | Shana Stein     | Chelsea Grate                                | 27 de octubre de 2023         |
| 8   | «Guardians of Godolkin»       | Sanaa Hamri     | Brant Englestein                             | 3 de noviembre de 2023        |

### Temporada 2
| N.º en serie | N.º en temp. | Título | Dirigido por | Escrito por                       | Fecha de lanzamiento original |
| ------------ | ------------ | ------ | ------------ | --------------------------------- | ----------------------------- |
| 9            | 1            | —      | —            | Ellie Monahan                     | 17 de septiembre de 2025      |
| 10           | 2            | —      | —            | Jessica Chou                      | 17 de septiembre de 2025      |
| 11           | 3            | —      | —            | Cameron Squires                   | 17 de septiembre de 2025      |
| 12           | 4            | —      | —            | Brant Englestein y Chris Dingess  | 24 de septiembre de 2025      |
| 13           | 5            | —      | —            | Lauren Greer                      | 1 de octubre de 2025          |
| 14           | 6            | —      | —            | Chelsea Grate                     | 8 de octubre de 2025          |
| 14           | 7            | —      | —            | Thomas Schnauz                    | 15 de octubre de 2025         |
| 16           | 8            | —      | —            | Justine Ferrara y Michele Fazekas | 22 de octubre de 2025         |

## Producción

### Desarrollo
El 20 de septiembre de 2020, se anunció un spin-off de The Boys, con Craig Rosenberg como escritor y productor ejecutivo. serie con Eric Kripke, Seth Rogen, Evan Goldberg, James Weaver, Neal H. Moritz, Pavun Shetty, Michaela Starr, Garth Ennis, Darick Robertson, Sarah Carbiener, Erica Rosbe, Aisha Porter-Christie, Judalina Neira y Zak Schwartz. El 27 de septiembre de 2021, Amazon dio el pedido de la serie, y Michele Fazekas y Tara Butters fue designada como showrunner y productora ejecutiva de la serie. La serie inspirada se centraría en el equipo G-Men mencionado en la primera temporada de The Boys, creado originalmente como una parodia de los X-Men de Marvel Comics para el cuarto volumen del arco argumental del cómic de Ennis y Robertson "We Gotta Go Now", del cual la serie está "libremente inspirada".

### Casting
El 11 de marzo de 2021, Lizzie Broadway y Jaz Sinclair fueron elegidas para la serie. El 19 de marzo, Shane Paul McGhie, Aimee Carrero y Maddie Phillips fueron elegidos para la serie. El 15 de abril de 2021, Reina Hardesty fue elegida para el serie. El 10 de marzo de 2022, Carrero y McGhie abandonaron la serie. Unos días después, Chance Perdomo se unió al reparto principal reemplazando a McGhie. El 25 de abril de 2022, Hardesty dejó la serie. El 9 de mayo de 2022, London Thor fue elegido para reemplazar a Hardesty. Derek Luh, Asa Germann y Shelley Conn también se unieron al reparto como habituales de la serie. Dos días después, Patrick Schwarzenegger, Sean Patrick Thomas y Marco Pigossi fueron elegidos para roles recurrentes. En noviembre de 2022, Clancy Brown se unió al elenco como Richard "Rich Brink" Brinkerhoff. En diciembre de 2022, se confirmó que Jessie T. Usher, Colby Minifie y P.J. Byrne retomarían sus papeles de The Boys, en apariciones especiales, como Reggie Franklin / A-Train, Ashley Barrett y Adam Bourke, respectivamente, mientras que en septiembre de 2023, se confirmó que Derek Wilson había sido elegido. como Robert Vernon / Tek Knight.

### Rodaje
El rodaje comenzó en el campus de la Universidad de Toronto Mississauga en mayo de 2022 y en el Área de Conservación de Claireville, Brampton en julio, previsto para finalizar en octubre, bajo el título provisional de The Boys Presents: Varsity. Otros lugares de rodaje incluyen Sobeys Stadium y el Stardust Drive-In Movie Theatre. En julio de 2022, se anunció que la serie se titularía oficialmente Gen V. En septiembre de 2022, los miembros del reparto anunciaron en las redes sociales que la producción había terminado.

### Música
En octubre de 2023, se reveló que Matt Bowen y Christopher Lennertz habían compuesto la música de la serie.

## Recepción

### Audiencia
Según TV Time de Whip Media, tras su estreno de 3 episodios, Gen V se convirtió en la quinta serie de televisión más vista en todas las plataformas en los Estados Unidos durante la semana del 1 de octubre de 2023. Durante la semana del 8 de octubre, la serie ascendió al cuarto lugar. Luego ascendió al segundo lugar durante la semana del 15 de octubre y permaneció en esa posición durante las semanas del 22 y 29 de octubre, así como el 5 de noviembre. Mientras tanto, Nielsen Media Research informó que Gen V se ubicó en el puesto número 8 en su lista Top 10 Streaming Originals con 374 millones de minutos vistos.
Según ReelGood, que rastrea datos en tiempo real de 5 millones de usuarios en los Estados Unidos a través de servicios de vídeo bajo demanda basados en suscripción y publicidad para programas y películas en streaming, la serie encabezó la lista de todo el contenido en streaming durante la semana del 12 de octubre. Mientras tanto, JustWatch informó que la serie se convirtió en el programa de televisión más visto en Estados Unidos durante las semanas del 1 y 8 de octubre.

### Respuesta de la crítica
El sitio web agregador de reseñas Rotten Tomatoes informó un índice de aprobación del 97% con una calificación promedio de 7,65/10, basado en 110 reseñas de críticos. El consenso de los críticos del sitio web dice: "Casi tan espantosamente subversiva como su serie original, Gen V se basa en The Boys de una manera ocasionalmente caótica pero en general inspirada". Metacritic, que utiliza una promedio ponderado, le asignó una puntuación de 73 sobre 100 basada en 31 críticos, lo que indica "críticas generalmente favorables".
Matt Donato de IGN, que escribió los tres primeros episodios, le dio a la serie una puntuación de 9 sobre 10, elogiando la escritura, el humor, los personajes y las actuaciones de su elenco (particularmente Broadway), y escribió: "Gen V hace un gran trabajo expandiendo temas de The Boys que piden un análisis más profundo, como la repugnante realidad de las inyecciones de Compuesto V. [...] [Se] siente excepcionalmente mapeado como un spin-off que no depende de cameos de [su predecesor] para asegurar relevancia o importancia". Alec Bojalad de Den of Geek le dio una calificación de 4 de 5 estrellas y dijo: "En última instancia, Gen V no parece estar luchando por la grandeza, sino por algo igualmente elusivo. Conseguir franquiciar con éxito un concepto tan antagónico a las franquicias como The Boys no es poca cosa. Al adoptar la energía juvenil de su reparto y algunos fundamentos sólidos de narración televisiva, [la serie] es capaz de hacer que todo funcione de alguna manera". Lauren Milici de GamesRadar+ le dio una puntuación de 3,5 sobre 5 estrellas y escribió en su veredicto: "A pesar de sus defectos y baches, Gen V es un buen juego. Es un desastre, pero es un juego muy divertido". Luego elogió la actuación de Germann, calificándola de "lo más destacado de la temporada".
Lorraine Ali, del Los Angeles Times, también elogió a los personajes y la actuación de Broadway y afirmó que la serie "amplía la exitosa sátira de superhéroes con un nuevo elenco y una historia que se sostiene por sí sola como un comentario agudo y sarcástico sobre el negocio multimillonario de la adoración a los héroes". En su reseña de los primeros seis episodios, Daniel Fienberg de The Hollywood Reporter calificó la serie de "desigual pero entretenida", elogiando las actuaciones de Broadway, Sinclair, Phillips, Schwarzenegger, Germann y Thomas, pero criticando el ritmo y parte de su guion, diciendo que "[la serie] carece de paciencia. Está tan ansiosa por avanzar que no se molesta en darle personalidad a la mayoría de sus personajes principales, mucho menos en construir relaciones creíbles entre ellos. Intenta llenar los vacíos a medida que avanza, pero los episodios se hacen cada vez más cortos, y cuando se trata de la elección entre personajes y trama, [elige] la trama cada vez. [...] [Pero] siempre que puede hacer una pausa y respirar, la escritura es inteligente, los efectos están pulidos y el elenco es bueno". Michael Boyle de /Film calificó la serie con un puntaje de 8 sobre 10, criticó la "franqueza de su escritura", pero elogió sus personajes y actuaciones, especialmente las de Broadway. Para el penúltimo episodio, TVLine le dio a Sinclair y Phillips una mención honorífica como "Artista de la semana" para la semana del 28 de octubre de 2023, afirmando que los dos "entregaron fuerza y desamor en nombre de sus personajes" y llamándolos "un dúo dinámico".
En su reseña del final de temporada, Matt Donato de IGN, dándole al episodio una puntuación de 8 sobre 10, opinó que "[la serie] muestra inteligentemente lo que sucede cuando los supervivientes que han sido tildados de marginados encuentran un sentido de camaradería y comunidad al redirigir ese odio. [...] [Establece] firmemente [el] virus que mata supervivientes como una amenaza apocalíptica para la próxima temporada de The Boys, pero también asegura [que] funcione como un misterio universitario independiente con conflictos sobrecargados", y que el episodio "cierra [la temporada] respondiendo suficientes preguntas persistentes para que su viaje narrativo se sienta completo". Ben Rosenstock, de Vulture, calificó el final con 4 de 5 estrellas y concluyó su reseña diciendo: "[Gen V] sigue siendo un programa imperfecto, a veces un poco emocionalmente simplista y artificial. Pero, aunque a menudo quería que se tomara su tiempo y desarrollara más a los personajes, me lo pasé muy bien viendo esta sólida temporada de debut. Es un complemento bienvenido para The Boys, que ayuda a completar más detalles del mundo. Mientras tanto, en una reseña mixta, Manuel Betancourt de The A.V. Club criticó las "maquinaciones del deus ex machina", pero elogió los personajes y las actuaciones de Germann y Broadway, nombrándolos "dos de los miembros del reparto más fuertes del conjunto del espectáculo".
Gen V fue nombrado entre los mejores programas de televisión de 2023 por varias publicaciones.

## Estreno
Gen V se estrenó en Amazon Prime Video el 29 de septiembre de 2023, con sus primeros tres episodios, y el resto de los episodios se estrenaron semanalmente.